# Roatán
Roatán je najveći otok honduraškoga otočja Islas de la Bahía.

## Geografska obilježja
Roatan leži u Karipskom moru, udaljen oko 80 / 56 km sjeverno od honduraškog kopna. Otok ima površinu od 82,8 km² i približno 78.000 stanovnika, koji žive u 9 naselja i 50 zaseoka.
Otok je brdovit, prekriven bujnom vegetacijom, dug 45 km, te širok do 8 km. Glavno obilježje Roatana su plaže od vrlo bijelog pijeska, omeđene kokosovim stablima, i kristalno čisto more. Roatan je poznat po velikom koraljnom grebenu, koji je drugi najveći na svijetu.
Samo oko 10% površine otoka je kultivirano, preostalih 90% još i danas je džungla ili mangrova šuma ispresjecana kanalima.
Otok je upravno podijeljen na dvije općine: Roatan i Jose Santos Guardiola, a veća naselja su: Roatan (Coxen Hole), French Harbor, Oakridge, West End, Sandy Bay i Punta Gorda.
Upravno središte otoka i Departmana Islas de la Bahía je grad Roatan, glavna luka, u kojem se nalazi i zračna luka i bolnica.

## Povijest
Autohtoni stanovnici tog najvećeg otoka u otočju bili su Maye, to se zna iz izvješća španjolskog guvernera iz 1582. koji otok opisuje kao indijanski. U 16. stoljeću španjolski konkvistadori porobili su Indijance i počeli ga naseljavati afričkim robovima. Tijekom 17. stoljeća na Roatan su masovnije počeli dolaziti španjolski i engleski kolonisti, tako je William Claibourne iz Virginije 1638. godine dobio povelju od kompanije Providence osnovati koloniju na otoku.
Nizozemski pirat Van Horne orobio je 1639. tadašnja otočna naselja, slične akcije poduzimali su i engleski i francuski pirati. Vrhunac je bio 1642., kad su engleski pirati iz današnjeg Belizea zauzeli staru luku Port Royal. Španjolci su htjeli osloboditi taj kraj od pirata kako bi sigurno mogli prevoziti zlato iz Novog svijeta u Španjolsku, zbog toga su 1650. s četiri ratna broda pod zaovjedništvom Francisca Villalva Toleda napali Port Royal.
Pirati su se grčevito branili, zbog čega su se Španjolci vratili na kopno po pojačanje, znatno ojačani svladali su pirate. Španjolci su preostale Indijance na otoku preselili u Gvatemalu.
Britanci su 1742. godine ponovno zauzeli Roatan, i držali ga u svojim rukama, iako su ga Španjolci nastojali vratiti pod nadzor. Velika Britanija je u ožujku 1782. nakon žestokih borbi izgubila Roatan, Španjolci su se dobro pripremili i žestoko topovima udarili po zidinama, usput su porušili i oko 500 zgrada.
Britanci su se na otok vratili između 1827. i 1834., osobito s Grand Caymana, jer je tad ukinuto ropstvo po britanskim kolonijama, a i zbog tog što su svoje oranice iscrpili sadnjom pamuka. Engleske vlasti su 1797. prisilile oko 5.000 crnih Kariba s Privjetrinskih otoka iz Svetog Vincenta na selidbu od jednog do drugog otoka, na kraju su ih naselili na Roatanu. Nakon Američkog građanskog rata na otok se doselilo i nekoliko obitelji poraženih snaga Konfederacije.
Od otprilike 200 bijelaca koliko ih je živjelo na otoku 1840., u tijeku deset godina njihov broj je narastao na 5.000 do 6.000.
Britanski stanovnici zatražili su 1852. od kraljice Viktorije zaposjesti Roatan i pretvoriti ga u krunsku koloniju, zajedno s ostalim otocima otočja. Tome su usprotivile Sjedinjene Američke Države, a argument im je bio sporazum za gradnju Panamskog kanala koji je zabranjivao Ujedinjenom Kraljevstvu i Sjedinjenim Američkim Državama osnivanje novih kolonija na zapadnoj polutki.
Ujedinjeno Kraljevstvo Velike Britanije i Irske se 1859. godine službeno odreklo tog otočja u korist Hondurasa. Otok Roatan je uređen kao honduraška općina 1872., istodobno je formiran departman Islas de la Bahía.
Čak i dugi niz godina nakon što su potpali pod hondurašku vlast, otočani britanskog podrijetla nastavili su tražiti britansko državljanstvo, iako su oni rođeni koji su rođeni u Hondurasu nakon 1861. zakonski bili državljani Hondurasa.
Zbog toga je situacija pomalo paradoksalna, iako je španjolski službeni jezik dobar dio stanovnika govori engleskim.

## Gospodarstvo
Uz turizam koji je danas najvažnija gospodarska grana, stanovnici se bave ribarstvom, poljoprivredom i trgovinom.

## Vanjske poveznice
- Isla Roatán (Honduras)
- Fotos Roatan, Islas de la Bahia, Honduras